# Besserwisser (TV-program)
För andra betydelser, se Besserwisser (olika betydelser).
Besserwisser var ett svenskt tävlingsprogram med Lennart "Hoa-Hoa" Dahlgren som programledare. Programmet sändes i Kanal 9 under perioden 1 oktober 2007–15 maj 2008. Programmet producerades av Eyeworks tillsammans med Folkspel.
Två tävlande valde frågeämnen från en spelplan där två olika ämnen lodrätt och vågrätt kombinerades till frågeämnen.

### Fotnoter
1. ↑  ”Hoa-Hoa leder frågesport” (på svenska). Svenska Dagbladet. 6 september 2007. https://www.svd.se/hoa-hoa-leder-fragesport. Läst 18 juli 2019.
2. ↑  ”Kanal 9 2008-05-15”. Svensk meidedatabas. 1 oktober 2007. https://smdb.kb.se/catalog/id/003206025. Läst 18 juli 2019.
3. ↑  ”Kanal 9 2008-05-15”. Svensk meidedatabas. 15 maj 2008. https://smdb.kb.se/catalog/id/002421656. Läst 18 juli 2019.